# Paraphlepsius fulvidorsum
Paraphlepsius fulvidorsum är en insektsart som beskrevs av Fitch 1851. Paraphlepsius fulvidorsum ingår i släktet Paraphlepsius och familjen dvärgstritar. Inga underarter finns listade i Catalogue of Life.